# Huperzia biformis
Huperzia biformis là một loài thực vật có mạch trong Họ Thạch tùng. Loài này được (Hook.) Holub mô tả khoa học đầu tiên năm 1985.